# مهند لاشین
مهند لاشین (عربی: مهند مصطفى أحمد عبد المنعم لاشين؛ زادهٔ ۲۹ مهٔ ۱۹۹۶) بازیکن فوتبال اهل مصر است.
از باشگاه‌هایی که در آن بازی کرده‌است می‌توان به باشگاه ورزشی اسماعیلی اشاره کرد.
وی همچنین در تیم ملی فوتبال مصر بازی کرده‌است.